# Ператовци
Ператовци је насељено место у Босни и Херцеговини у општини Јајце. Административно припада Федерацији Босне и Херцеговине, односно њеном Средњобосанском кантону. Према попису становништва из 2013. у насељу је било 336 становника, а већинску популацију у насељу чинили су Хрвати.

## Становништво
По последњем службеном попису становништва из 2013. године у насељу Ператовци живело је 336 становника, а село је било етнички хомогено са већинском хрватском популацијом.
| Националност | 2013. | 1991.        | 1981.        | 1971.        |
| Бошњаци      | —     | 37 (9,46%)   | 34 (9,49%)   | 53 (16,01%)  |
| Хрвати       | —     | 317 (85,22%) | 316 (88,27%) | 276 (83,38%) |
| Срби         | —     | 2 (0,53%)    | 0            | 0            |
| Југословени  | —     | 0            | 6 (1,67%)    | 0            |
| остали       | —     | 16 (4,30%)   | 2 (0,55%)    | 2 (0,60%)    |
| Укупно       | 336   | 372          | 358          | 331          |